# Związek Południowej Afryki na Letnich Igrzyskach Olimpijskich 1956
Związek Południowej Afryki na Letnich Igrzyskach Olimpijskich 1956, reprezentowany był przez 50 sportowców, 44 mężczyzn i 6 kobiet. Zdobył 4 medale – wszystkie brązowe. Zawodnicy startowali w 10 konkurencjach: lekkoatletyce, boksie, kolarstwie, gimnastyce, pięcioboju nowoczesnym, zapasach, żeglarstwie, pływaniu, podnoszeniu ciężarów oraz w strzelectwie.

## Zdobyte medale

### Brązy
- Daniel Bekker — Boks mężczyzn (waga ciężka)

- Henry Loubscher — Boks mężczyzn (waga lekkopółśrednia)

- Alfred Swift — Kolarstwo, Trial na czas mężczyzn (dystans: 1000 m )

- Moira Abernethy, Jeanette Myburgh, Nathalie Myburgh oraz Susan Roberts — Pływanie, Sztafeta 4x100 m stylem dowolnym kobiet